# 星爵
星爵是一位漫威漫畫旗下的虛構超级英雄。由史蒂夫·英格哈特（Steve Englehart）及史蒂夫·甘（Steve Gan）所創作，首次出現於《Marvel Preview》#4（1976年1月）。本名彼得·傑森·奎爾（Peter Jason Quill），擁有人類與外星種族的基因，母親是地球人，而父親是外星人。
星爵本是孤身作戰，在《Annihilation》（2006）裡加入"United Front"。其後於《Guardians of the Galaxy》（2008）組成星際異攻隊及為其領袖，保衛銀河系。

## 出版歷史
星爵首次出現於《Marvel Preview》#4 (1976年)，當時還是黑白印刷，由史蒂夫·英格哈特（Steve Englehart）及史蒂夫·甘（Steve Gan）所創作。期後星爵分別間歇出現於《Marvel Super Special》(1979年)、《Marvel Spotlight II》(1980年)、《Marvel Premiere》(1981年)連載中。
星爵曾經出現另個一版本，一連三冊名為《Starlord》(Dec 1996 - Feb 1997)。由 Timothy Zahn及 Dan Lawlis所創作。星爵由一個擁有心靈感應名為Sinjin Quarrel所擔任。但此角色之後再也沒出現過。
彼得·積遜·奎爾再次回歸於《Thanos》#8-12 (May -Sept 2004)、《Annihilation》(Nov 2005 – May 2007)及《Annihilation: Conquest》(Aug 2007 – Jun 2008)。其中彼得於《Annihilation: Conquest》中的分冊《Annihilation: Conquest - Star-Lord 》(July - Dec 2007)擔當主要角色，為故事主線之一。星爵於一連二十五冊的《Guardians of the Galaxy II》(Jun 2008 - Aug 2009) 連載中擔任銀河守護隊的領袖，保衞銀河系。

## 來歷
1962年2月4日，彼得·傑森·奎爾（Peter Jason Quilll）出生的時候出現一群星球排成一線的奇異天文現象。由於父親傑克覺得彼得跟自己完全不像，所以懷疑妻子梅莉迪絲·奎爾（Meredith Quill）有外遇，並在企圖殺死還是嬰兒的彼得時因為心臟病發死去。彼得由母親獨自養大。在他11歲的時候，一群外星怪物來到彼得家揚言要斷絕Spartoi的血統，接著把母親殺害。彼得逃走並拿起獵槍射殺牠們。藉由在家裡發現一個神秘裝置，在整個家被太空飛船炸毀之前，透過它成功讓自己安全離去。
彼得隨後被安置在孤兒院，後來逃走並成為了美國太空總署的一名實習太空員，開始在一所太空站工作。某一天，在太空站工作的各人接收到幻象和聲音，在他們眼前是一套“星爵服飾”，希望他們選出一位有價值的繼承人，成為新一代的宇宙警察。彼得自告奮勇但被否決，而跟他有過節的同事反被選擇。此時太空總署要解除他身上的職務，並打算叫他回到地球。彼得對此感到相當氣憤，於是他偷了偵察船回到太空站，且取代他同事成為了星爵。此時彼得被傳送到宇宙人Master of the Sun面前，他引導彼得如何使用星爵服飾和運用身上的武器。宇宙人向他投射幻象。在幻象中，彼得遇上當年殺害他母親的外星怪物，並利用剛學懂的武器把牠們殺掉。原來宇宙人希望透過幻象令彼得釋出仇恨，解放過去。最後宇宙人向彼得展示一種擁有自我意識的能量生命體，轉眼間能量轉化成飛船的形態。就這樣彼得駕著有情感應知的飛船──"Ship"，開始踏上星爵之路。
幾年後，彼得拯救了一班被囚禁的奴隸。在調查背後勢力時，期間他發現Spartoi國王的叔叔加雷斯(Prince Gareth)密謀篡奪王位，於是決定前去制止。彼得來到Spartoi帝國，遇上加雷斯並認出他身旁的就是當初殺害他母親的外星怪物，他先上前殺了外星怪物後再殺掉加雷斯。彼得最終來到國王傑森（Jason of Spartax）面前，便得知眼前的就是自己的親生父親。與此同時他終於查明當年殺死母親的外星怪物是加雷斯所派，目的是為了篡奪王位。傑森說出於數十年前飛船因故障而墜落地球，當時被梅莉迪絲救回。在修理飛船期間，兩人墜入愛河並有了孩子。在離開的時候，為了梅莉迪絲自身的安全及不要讓因他的離去而傷痛，傑森封鎖了她大腦內關於自己的全部記憶。不久之後梅莉迪絲與她少年時的戀人傑克結婚。約十年後，加雷斯派手下欲殺害梅莉迪絲和彼得，而彼得卻僥倖逃脫。明白到當年找到的神秘裝置是父親留下的太空槍，且拯救了他。傑森請求彼得留下繼承王位，但被拒絕，彼得並繼續自己的太空旅行。
彼得期後遇上行星吞噬者（Galactus）以前的手下墮落者（Fallen One），他背叛了行星吞噬者。墮落者為了向他報復，四處去毀滅各個星球欲將他餓死。由於墮落者力量太強，要阻止他唯一辦法就是親手毀滅一個星球，把毀滅的力量轉送射向墮落者。雖然成功擊敗他，卻犧牲了一整個星球共三十五萬人的生命。大戰之後，彼得身受重傷，而且身上的服飾、元素槍、以及飛船也嚴重損毀。最後墮落者和彼得一同被宇宙戰警新星軍團（Nova Corps）帶到宇宙監獄"Kyln"。獄醫替彼得治療傷勢，並在他的左眼植入控制論裝置，使他能看到四周能量的波譜。而他在腦內有一塊記憶芯片，使他的記憶力能達到百分百分準確。彼得自覺因害了整個星球的生命而感到內疚，自此不再自稱「星爵」。
彼得被監禁的時候，銀河系被侵略。毀滅大帝帶著大軍毀滅一個又一個星球。毀滅大帝來自負空間（Negative Zone），由於宇宙一直在自然膨脹，相對來說，負空間就不斷縮小，所以毀滅大帝就發兵要毀滅宇宙的一切。而在亂戰中，宇宙監獄被摧毀，這天被稱為殲滅日（Annihilation Day）。在殲滅日後204天，彼得加入了新星（Nova）所組成的團隊── "United Front"，與「毀滅者」德克斯（Drax the Destroyer）、葛摩菈、控訴者羅南、火焰領主、紅移和星塵等一同對抗這場殲滅戰。 其後第四代驚奇隊長（Phyla-Vell）加入了"United Front"，新星計劃要刺殺毀滅大帝，彼得和驚奇隊長決定也一同前去，其他隊員則繼續對抗大軍。在殲滅日後222天，彼得、驚奇隊長、新星三人終於來到毀滅大帝面前。原來新星早已打算與毀滅大帝一對一對決，所以把彼得和驚奇隊長困在防護罩內。可是由於毀滅大帝有量子手環（Quantum Bands）的保護，新星一度處於下風。驚奇隊長不忍心白白看著同伴送死，於是突破防護罩，上前奪去量子手環。此時毀滅大帝力量大減，新星把握機會成功殺掉了毀滅大帝，終止了這場戰爭。
在殲滅大戰後，彼得留在克里人(Kree)的母星哈拉(Hala)上，幫助新任的統治者羅南。彼得被安排去擔任一個名為"A-ware"計劃的軍事顧問，"A-ware"是一個軍事系統程式，計劃希望透過系統程式提升來克里的軍事力量。在演習當天，彼得給軍隊領袖(Spaceknights - Daystar)的裝甲更新系統程式。可是系統給外敵Phalanx入侵，程式受到感染，彼得遭受到Daystar及軍隊攻擊，雖然成功逃離襲擊，但在戰鬥中身受重傷。彼得最後被海軍上將(Galen Kor)救回，而控制論裝置在治療期間被移除。由於母星哈拉被Phalanx佔領，並利用裝置控制星球上的所有人，要把裝置破壞才可有進一步的反擊。彼得被海軍上將委派前去把裝置破壞，並從克里星人接過翻譯裝置、戰鬥頭盔和間諜戰鬥服。由於Phalanx能侵入高科技裝備，所以只能用古老的槍械作武器。彼得最後選擇了一對衝鋒槍。海軍上將給了他幾個隊員，這些隊員全部都是囚犯，包括擁有先天昆蟲能力的蟲人(Bug)、好戰的Shi'ar星人(Deathcry)、擁有通靈能力的螳螂女(Mantis)、會使用宇宙力量的宇宙隊長(Captain Universe)、軍事天才火箭浣熊跟擁有再生能力的樹精格魯特。

## 武器與裝備
星爵服飾（Star-Lord Costume）是一套由宇宙人Master of the Sun所給予，讓星爵能在外太空活動的服裝，在與墮落者大戰後損毀。此外，星爵還擁有一把元素槍（Element Gun），配備於星爵服飾上，能隨意製造並操縱四種古老的元素：土、水、火和空氣。在與墮落者大戰後損毀。
星爵所使用的飛船（Ship/Caryth Halyan）由一種擁有情感應知能力的能量生命體所變成，從宇宙人Master of the Sun的手上取得，從前是一顆恆星。她可以改變為其他的形態，但較多時都保持在飛船的形態。在飛船形態時可穿越大氣、太空和水中。飛船設有衝擊波、感應器、全息投影等，而且可生產小型機械。小型機械可偵察環境、傳遞信息、也可播放錄音帶、甚至進行激光手術，所以飛船可為星爵提供緊急醫療援助。飛船還可以轉化為女性人形形態，此時她會稱自己為Caryth Halyan。在與墮落者大戰後喪生。
星爵體內的控制論裝置（Cybernetic Implants）在宇宙監獄Kyln時植入，使星爵能看到四周能量的波譜，在腦內有一塊記憶芯片，使記憶力能達到百分百分準確，後被克里人移除。
星爵體內的翻譯裝置（Universal Translator）由克里人所給予，裝置植在前額上，可翻譯外星語言。星爵的克里戰鬥頭盔（Kree Battle Helmet）同樣由克里人所給予，能幫助星爵分析資料、增強視野、提供氧氣等。
星爵的其他裝備包括克里間諜戰鬥服（Kree Heat-Dampening-Espionage-Battle Suit）、克里衝鋒槍（Kree Sub-Machine Gun）和隨身聽（Walkman）

## 能力
星爵因為擁有外星人的基因，所以很多方面的能力都異於常人。星爵的體力超越正常人類的最高極限，其身體亦能在一段短時間內快速移除肌肉組織中造成疲勞的毒素，使該物質能夠經常處於低濃度的狀態，令他有著驚人的耐力。星爵的身體天生就有著非凡的敏捷度、平衡力及協調力。而他善於徒手搏擊，就算在多人混戰中也能應付自如。星爵有著超越常人的智力和記憶力，此令他有著快速接收及整理訊息的能力，也有助他分析和制定戰略、學習多種外星語言等。因此也能說彼得是個策略家和宇宙知識家。他對各種外星的種族、社會及文化都有著深厚的認識。星爵的身體有著很強的抗傷痛能力，就算受了各種槍傷、刀傷、或是衝擊等也能夠站起來。來自Spartoi種族的星爵擁有著人類的三倍壽命。

## 其他媒體

### 電影

2014年電影《星際異攻隊》，星爵由克里斯·普瑞特飾演

在漫威電影宇宙中，星爵由克里斯·普瑞特飾演。而懷亞特·歐拉夫飾演年幼的奎爾。
- 《星際異攻隊》（2014年）：彼得9歲的時侯，母親因病離世，此時被自號「破壞者」的太空流氓帶離地球，從此就在太空生活。長大後自稱「星爵」，專門盜取太空寶物。彼得擁有自己的太空飛船「米蘭諾號」（Milano），主要的武器為元素槍，有一對放在腰間。此外，他還配備金屬頭盔及噴射推動裝置於雙腳，方便他在太空活動。他頸部上植有翻譯裝置，可翻譯外星語言。彼得喜愛聽Awesome Mix Vol.1，身上帶著1980年代Sony隨身聽Walkman「TPS-L2」以及其錄音帶。其後他拆開母親的禮物，得到錄音帶Awesome Mix Vol.2。
- 《星際異攻隊2》（2017年）：彼得被生父伊果相認，卻發現生父試圖將所有星球都融為自身的「擴張大計」，蓄意讓梅爾迪絲得上腦癌逝世後，彼得連同星際異攻隊攻擊伊果。伊果親手捏碎他的隨身聽，強制他釋出力量。聯手擊敗了伊果。彼得眼看著夥伴們也將被吞噬後，用憤怒作引導而爆發出力量反擊伊果。伊果感覺到死期將至，試圖用“會同時失去天神之力”的後果來奉勸彼得住手，但彼得甘願做一個凡人，讓伊果隨著核心爆炸而跟星球一起土崩瓦解。養父勇度將彼得救出星球後，將僅有的便攜式太空衣交給彼得作為對過去的贖罪，和彼得享受最後父子時光後壯烈犧牲在太空中。事後，彼得等人為勇度舉行英雄式葬禮，承認勇度才是他真正的“爸爸”後，悲痛地看著他火化離去，並在勇度的遺物得到一部新的Zune隨身聽。
- 《復仇者聯盟3：無限之戰》（2018年）：收到阿斯嘉艦船的求救信號後趕到失事地點營救到唯一倖存的雷神索爾，得知薩諾斯會去找收藏在知無領域裡的現實寶石。連同葛摩菈、德克斯和螳螂女來到知無領域，但薩諾斯早已血洗該地並奪得現實寶石，葛摩菈在交手失敗下被擄走。涅布拉傳信息要在薩諾斯的滅亡家鄉泰坦星會合，與鋼鐵人、奇異博士和蜘蛛人達成共識，想辦法脫下薩諾斯的無限手套來殺他。彼得得知薩諾斯為了得到寶石把葛摩菈推下懸崖墜亡，情緒失控毆打薩諾斯而讓他趁機脫身，導致一行人的計劃徹底失敗。最後在薩諾斯達到「平衡」後，與宇宙中一半的生物一起灰飛煙滅。
- 《復仇者聯盟：終局之戰》（2019年）中分為現在及過去時空。
  - 過去時空：想要拿走「宇宙靈球」之際被涅布拉和戰爭機器打暈。
  - 現在時空：復活後從泰坦星趕到支援復仇者聯盟。大戰中見到過去時空的葛摩菈，誤以為葛摩菈活著回來，正打算擁抱她時被她一腳踹開。戰後出席鋼鐵人的喪禮。
- 《雷神索爾：愛與雷霆》（2022年）
- 《星際異攻隊3》（2023年）

### 电视
- 漫威电影宇宙
  - 《無限可能：假如…？》第一季（2021年）[11][12]：由《黑豹》中饰演帝查拉／黑豹的已故演员查德维克·博斯曼为成为「星爵」的帝查拉配音，这是他的遗作之一。並由布萊恩·T·德萊尼（英语：Brian T. Delaney） 聲演沒有成為「星爵」的彼得·奎爾，而彼得是在餐廳工作的員工。
  - 《星際異攻隊假日特輯》（2022年）：由克里斯·普瑞特回歸飾演「星爵」彼得·奎爾。

### 動畫電影
- 《浩克星球》：星爵客串登場。

### Podcast
- 《漫威廢土之民（英语：Marvel's Wastelanders）》：由提摩西·布斯菲爾德（英语：Timothy Busfield）聲演「星爵」彼得·奎爾。

### 遊戲
- 《漫威英雄 Online》：玩家創角時可選擇星爵為遊戲角色，或另付費購買。
- 《樂高漫威超級英雄》
- 《漫威：未來之戰》：手機遊戲，星爵是玩家可使用角色之一。
- 《銀河守護隊：Telltale系列（英语：Guardians of the Galaxy: The Telltale Series）》：星爵在其中登場，由斯科特·波特配音。
- 《漫威超級戰爭》
- 《漫威：未來革命》
- 《漫威星際異攻隊》
- 《漫威爭鋒》：由斯科特·波特配音。

### 遊樂設施
- 星爵出現在「銀河守護隊：使命突圍！（英语：Guardians of the Galaxy – Mission: Breakout!）」，並同由克里斯·普瑞特飾演。

## 外部連結
- Star-Lord （页面存档备份，存于）at the Marvel Universe wiki（英文）
- Marvel Appendix Star-Lord entry（页面存档备份，存于）（英文）